# William Henry Harvey
William Henry Harvey (5 de febrero de 1811, Summerville - 15 de mayo de 1866, Torquay) fue un médico y botánico irlandés.
Obtiene su título de doctor en medicina en 1844, en Dublín. Fue tesorero colonial en ciudad del Cabo de 1836 a 1842 donde recolecta muchos especímenes vegetales.
En 1844, es curador del herbario del "Colegio Trinity de Dublín", y, en 1848, profesor de botánica en la "Sociedad Real de Dublín", y, en 1856, en el "Colegio Trinity".
De 1854 a 1856, explora Ceilán, y el oeste de Australia, en Tasmania...
En 1857 es nombrado miembro de la Sociedad linneana de Londres y de la Royal Society el 3 de junio de 1858.
Se interesa particularmente de las algas marinas. Harvey se opuso a la teoría de la evolución propuesta por Charles Darwin (1809-1882).

## Algunas publicaciones

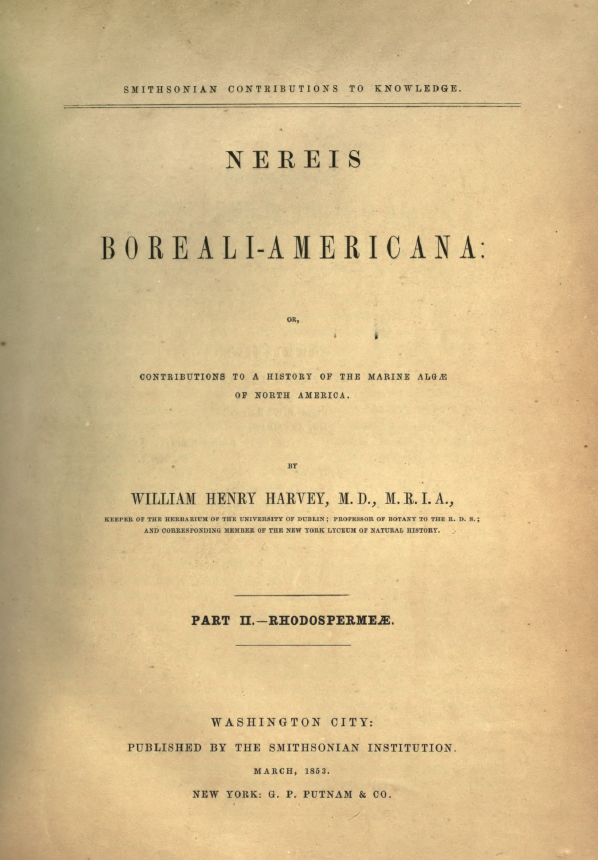
Cubierta de Nereis Boraeli-Americana or Contributions to a History of the Marine Algæ of North America, 1853.

- 1833. Div. II. Confervoideae. Div. III. Gloiocladeae. En Hooker, W.J. (ed.) The English flora of Sir James Edward Smith 5. Londres

- 1834. Algologhical illustrations. No. 1 Remarks on some British algae and descriptions of a new species recently added to our flora. J. Bot. Hooker 1: 296 - 305

- 1838. The genera of South African plants. Ciudad del Cabo, 429 pp

- Description of Ballia, a new genus of Algae. Hooker's J. Bot. 2

- 1841. Manual of British Algae

- 1844. Description of a minute alga from the coast of Ireland. Ann. and Magagazine of Natural History 14: 27 - 28

- 1844. Description of a new British species of Callithamnion (C. pollexfenii) Ann. and Magagazine of Natural History 14: 109 - 131

- 1844. Algae of Tasmania, J. of Bot. Londres, 3: 428 - 454

- 1847. Phycologia Britannica. Plates 73 - 78). Reeve & Banham, Londres

- 1848. Phycologia Britannica. Plates 147 - 216). Reeve & Banham, Londres

- 1847. Nereis Ausrtralis or Algae of the Southern Ocean:... Trans. of the Royal Irish Acad. 22(Science): 525 - 566. Londres

- 1848. Directions for Collecting and Preserving Algae. Am. J. Sci. & Arts, II,6: 42 - 45

- 1849. A Manual of the British Marine Algae... John van Voorst, Londres

- 1849. Phycologia Britannica. Planchas 217 - 294) Reeve & Banham, Londres

- 1850. Phycologia Britannica. Planchas 295 - 354) Reeve & Banham, Londres

- 1850. Observations on the Marine Flora of the Atlantic States. Proc. Am. Assn. Adv. Sci.: 79 - 80

- 1851. Nereis Boreali-Americana:... Parte I. Melanospermaea. Smithsonian Institution

- 1853. Nereis Boreali-Americana:... Parte II. Rhodospermeae

- 1855. Some account of the marine botany of the colony of Western Australia. Trans. of the Royal Irish Acad. 22: 525-566

- 1855. Algae. En J.D.Hooker, The Botany of the Antarctic Voyage 2: Flora Nova-Zelandiae II. Londres, 211 - 266, pl. 107 - 121

- 1857. Nereis Boreali-Americana:... Parte III. Chlorospermeae

- 1857. Sea-side Book 1849, 4ª ed.

- 1857. Short description of some new British algae, with two plates. Nat. Hist. Rev. 4: 201 - 204

- 1858. List of Arctic Algae, Chiefly Compiled from Collections Brought Home by Officers of the Recent Searching Expeditiions. Smithsonian Contrib. to Knowledge. Parte III, Supl. 2: 132 - 134

- 1859-1865. Flora Capsensis 3 vols.

- 1859-1863Thesaurus Capensis 2 vols.

- 1860. Index Generum Algarum, con Otto Wilhelm Sonder (1812-1881)

- 1860. Algae. pp. 242 - 383, pl. 185- 196 in: The Botany of the Antarctic Voyage, Parte III. Flora Tasmaniae. Vol. 2 (ed. J.D. Hooker) L. Reeve, Londres

- 1862. Phycologia Australica. Vol 4, Pl. 181-240. Londres

- 1862. Notice of a collection of algae made on the northwest coast of North America, chiefly at Vancouver's Island, por David Lyall, Esq., M.D., R.N., en los años 1859 - 1861. J. Linn. Soc. Bot. 6: 157 - 177

- 1868. The Genera of South African Plant. (2.ª ed. aumentada, ed. Sir J.D. Hooker) Londres
- La abreviatura «Harv.» se emplea para indicar a William Henry Harvey como autoridad en la descripción y clasificación científica de los vegetales.[1]

## Honores

### Eponimia
Sir William Jackson Hooker (1785-1865) le dedica en 1837 el género botánico Harveya de la familia de las Scrophulariaceae.

## Fuente
- Ray Desmond (1994). Dictionary of British and Irish Botanists and Horticulturists including Plant Collectors, Flower Painters and Garden Designers. Taylor & Francis, & The Natural History Museum (Londres)